# Bilderbergconferentie 1992

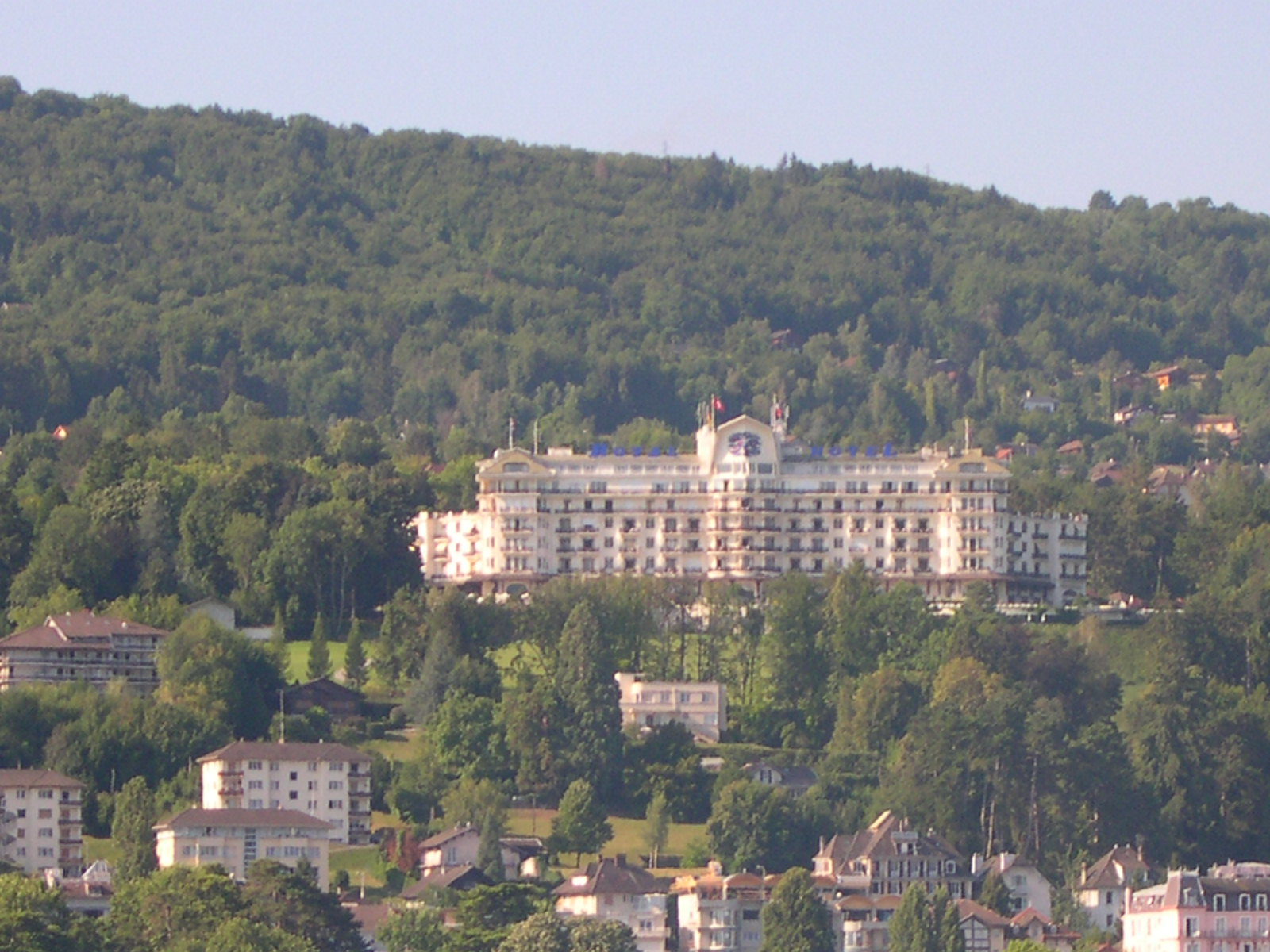
Hotel Royal

De Bilderbergconferentie van 1992 werd gehouden van 21 t/m 24 mei 1992 in het Royal Club Evian Hotel en het Ermitage Hotel in Evian-les-Bains, Frankrijk. Vermeld zijn de officiële agenda indien bekend, alsmede namen van deelnemers indien bekend. Achter de naam van de opgenomen deelnemers staat de hoofdfunctie die ze op het moment van uitnodiging uitoefenden.

## Agenda
- Prospects for the former Soviet republics (Vooruitzichten voor de voormalige Sovjet-republieken)
- What should be done for Eastern Europe? (Wat zou gedaan moeten worden voor Oost-Europa?)
- Whither America? (Waarheen Amerika?)
- The world economy (De wereldeconomie)
- Whither Europe? (Waarheen Europa?)
- Remarks of Pierre Beregovoy, Prime Minister of France (Opmerkingen van Pierre Beregovoy, premier van Frankrijk)
- Soviet Union: the view from Moscow (Sovjet-Unie: De visie van Moskou)
- Current Events: Yugoslavia (Actuele zaken: Joegoslavië)
- The migration issue (De migratiekwestie)
- The evolving West/West relationship (De evoluerende West/West relatie)

## Deelnemers
- Nederland - Koningin Beatrix, staatshoofd der Nederlanden
- Nederland - Ernst van der Beugel, Nederlands emeritus hoogleraar Internationale Betrekkingen RU Leiden
- Nederland - Maarten Brands, Nederlands hoogleraar moderne en theoretische geschiedenis Universiteit van Amsterdam

1954 ·
1955 (1) ·
1955 (2) ·
1956 ·
1957 (1) ·
1957 (2) ·
1958 ·
1959 ·
1960 ·
1961 ·
1962 ·
1963 ·
1964 ·
1965 ·
1966 ·
1967 ·
1968 ·
1969 ·
1970 ·
1971 ·
1972 ·
1973 ·
1974 ·
1975 ·
(1976) ·
1977 ·
1978 ·
1979 ·
1980 ·
1981 ·
1982 ·
1983 ·
1984 ·
1985 ·
1986 ·
1987 ·
1988 ·
1989 ·
1990 ·
1991 ·
1992 ·
1993 ·
1994 ·
1995 ·
1996 ·
1997 ·
1998 ·
1999 ·
2000 ·
2001 ·
2002 ·
2003 ·
2004 ·
2005 ·
2006 ·
2007 ·
2008 ·
2009 ·
2010 ·
2011 ·
2012 ·
2013 ·
2014 ·
2015 ·
2016 ·
2017 ·
2018 ·
2019 ·
2020 ·
2021 ·
2022 ·
2023